# St.-Georgs-Orden (Rumänien)
Der Sankt Georgs-Orden (rumänisch Ordin Sfântul Gheorghe) wurde am 8. März 1940 von König Carol II. von Rumänien als Militärverdienstorden für ausschließlich im Krieg erworbene Verdienste gestiftet. Er ersetzte die Medaille bene merenti (Rumänien) mit Schwertern. Ausgezeichnet werden konnten Offiziere, Unteroffiziere und Mannschaften und gleichrangige zivile Militärpersonen.

## Klassen
- I. Klasse – Stern
- II. Klasse – Komtur
- III. Klasse – Steckkreuz
- IV. Klasse – goldene Medaille
- V. Klasse – silberne Medaille
- VI. Klasse – bronzene Medaille

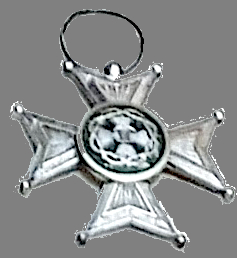

Alle Klassen konnten auch mit Schwertern zur Verleihung kommen.

## Trageweise
Das Ordensband ist blau mit schmalen grünen Seitenstreifen und anschließend goldenen Randstreifen und grünen Kanten.

## Sonstiges
Der Orden wurde nach der Abdankung von König Carol II. von seinem Nachfolger König Michael I. von Rumänien nicht weiter verliehen.